# Галаншин Костянтин Іванович
Костянтин Іванович Галаншин (нар. 29 лютого 1912, місто Гаврилов-Ям Ярославської губернії, тепер Гаврилов-Ямського району Ярославської області, Російська Федерація — 22 грудня 2011, місто Москва) — радянський діяч, міністр целюлозно-паперової промисловості СРСР, 1-й секретар Пермського обласного комітету КПРС. Член ЦК КПРС у 1961—1981 роках. Депутат Верховної ради Російської РФСР 5-го скликання. Депутат Верховної Ради СРСР 6—10-го скликань.

## Життєпис
Народився в родині службовця. У 1928—1930 роках навчався в школі фабрично-заводського учнівства при льонокомбінаті «Заря социализма» міста Гаврилов-Ям.
У 1930—1932 роках — електромонтер, машиніст теплоелектроцентралі при льонокомбінаті «Заря социализма» міста Гаврилов-Ям.
У 1932—1937 роках — студент Уральського індустріального (енергетичного) інституту.
У 1937—1942 роках — інженер центральної релейної служби енергосистеми «Ураленерго» в місті Свердловську. З лютого по травень 1940 року навчався на курсах підвищення кваліфікації при Народному комісаріаті електростанцій і електропромисловості СРСР.
У липні 1942 — жовтні 1947 року — заступник начальника, начальник релейної служби системи «Молотовенерго».
Член ВКП(б) з 1944 року.
У жовтні 1947 — січні 1950 року — директор Кизеловської державної районної електростанції (ДРЕС) імені Кірова в місті Губаха Молотовської області.
У лютому — липні 1950 року — директор Березняковської теплоелектростанції (ТЕЦ) № 4 Молотовської області.
У червні 1950 — листопаді 1953 року — 1-й секретар Березняковського міського комітету ВКП(б) Молотовської області.
У листопаді 1953 — січні 1956 року — секретар Молотовського обласного комітету КПРС.
У січні 1956 — 12 лютого 1960 року — 2-й секретар Молотовського (Пермського) обласного комітету КПРС.
12 лютого 1960 — 8 січня 1963 року — 1-й секретар Пермського обласного комітету КПРС.
7 грудня 1962 — 8 січня 1963 року — голова Організаційного бюро Пермського обласного комітету КПРС із промислового виробництва.
8 січня 1963 — 22 грудня 1964 року — 1-й секретар Пермського промислового обласного комітету КПРС.
22 грудня 1964 — 27 липня 1968 року — 1-й секретар Пермського обласного комітету КПРС.
3 липня 1968 — 30 жовтня 1980 року — міністр целюлозно-паперової промисловості СРСР.
З жовтня 1980 року — персональний пенсіонер союзного значення в Москві.
Помер 22 грудня 2011 року. Похований на Кунцевському цвинтарі Москви.

## Нагороди і звання
- три ордени Леніна (1962, 1966, 28.02.1972)
- орден Жовтневої Революції (26.02.1982)
- орден Трудового Червоного Прапора (1957)
- медалі